# Helmand (flod)
Helmand-floden (betegnes også Helmend, Helmund, Hirmand eller Tarnak – på persisk: Darya-ye Helmand og latin: Erymandrus) er den længste flod i Afghanistan, hvor den udgør den væsentligste afstrømning eller afvanding fra det store Sistan Basin (der strækker sig over grænserne til Afghanistan, Iran og Pakistan. Helmand River har en samlet længde på omkring 1.150 km fra sit udspring i Hindu Kush bjergkæden omkring 80 km vest for Kabul, hvorefter floden krydser gennem ørken og semi-ørkenområder til sumpene og deltaet ved Seistan og Hamun-i-Helmand søerne nær Zabol ved den afghansk-iranske grænse.
Flodens vand er ferskvand i størstedelen af dens flodløb, i modsætning til mange andre floder, der lige som Helmand River ikke har afløb til havet. Flodens vand anvendes i udstrakt omfang til kunstvanding, om end saltaflejringer har minimeret anvendeligheden. Vandet er af afgørende betydning for bønderne i Helmand-dalen i Afghanistans Helmand Provins, hvor gamle traditionsrige kunstvandingssystemer (Kareze-systemer) blander sig med nye og langt mere effektive systemer. Derudover er Helmand River en af de mest betydningsfulde kilder til Lake Hamun samt af afgørende betydning også for bønderne i Irans sydøstlige Sistan og Baluchistan provinser.
Et stort antalt hydroelektriske opdæmninger har skabt kunstige søer og vandreservoirer i forbindelse med en lang række af Afghanistans floder, deriblandt det store Kajakai reservoir på Helmand River. En af de store bifloder til Helmand River er Arghandab River, som også er opdæmmet nær byen Kandahar i Afghanistan.

## Eksterne links
- From Wetland to Wasteland: The Destruction of the Hamoun Oasis – NASA-feature
- History of Environmental Change in the Sistan Basin 1976 – 2005 – UNEP-redegørelse Arkiveret 7. august 2007 hos  Wayback Machine

- Wikimedia Commons har flere filer relateret til Helmand (flod)

34°39′10″N 68°41′01″Ø / 34.652903°N 68.683578°Ø